# Giovanni da Udine
Giovanni da Udine també conegut com a Giovanni Nanni, o Giovanni de' Ricamatori, (Udine, 1487- Roma, 1564), va ser un pintor i arquitecte nascut a Itàlia.
Estudiant i assistent de Rafael, va ser responsable de la major part dels elements «decoratius» dels projectes rafaelescs més importants de Roma, i també especialista en decoracions al fresc, com l'estuc de la Loggia di Raffaello (Vaticà, 1517-1519) i la Loggia di Psiche de la Vil·la Farnesínia. També va assistir a la construcció d'algunes fonts monumentals, que no es conserven.
Després de la mort de Rafael, da Udine va continuar treballant en projectes iniciats pel seu mestre, com la Vil·la Madama de Roma. Va continuar el seu treball fins al saqueig de Roma (1527), quan va partir per treballar a Florència, on va treballar en els estucs de Sagrestia Nova a Sant Llorenç i a Venècia, on va treballar també en estucs per al Palazzo Grimani prop de 1540.
A Udine, va treballar com a arquitecte de la Torre dell 'Orologio i a la Fontana di Piazza Nuova. A Cividale va ajudar la construcció de Santa Maria dei Battuti.
El 1560 va tornar a Roma per treballar en el tercer pis de la Logge Vaticane, i va morir en aquesta ciutat en 1564.